# Hyperolius camerunensis
Hyperolius camerunensis är en groddjursart som beskrevs av Jean-Louis Amiet 2004. Hyperolius camerunensis ingår i släktet Hyperolius och familjen gräsgrodor. IUCN kategoriserar arten globalt som livskraftig. Inga underarter finns listade i Catalogue of Life.